# تویوتا آلفارد
تویوتا آلفارد (به انگلیسی: Toyota Alphard) خودرویی است که از سال ۲۰۰۲ تاکنون تولید شده‌است. این خودرو در کلاس مینی‌ون قرار گرفته، طول آن در حالت طبیعی ۴٬۸۴۰ میلیمتر (۱۹۱ اینچ)، عرض آن در حالت طبیعی ۱٬۸۰۵ میلیمتر (۷۱٫۱ اینچ) و ارتفاع آن در حالت طبیعی ۱٬۹۳۵ میلیمتر (۷۶٫۲ اینچ) و وزن آن در حالت طبیعی ۱٬۷۹۰ کیلوگرم (۳٬۹۵۰ پوند) است. سیستم جعبه‌دندهٔ آن ۵ دنده است.

## نگارخانه

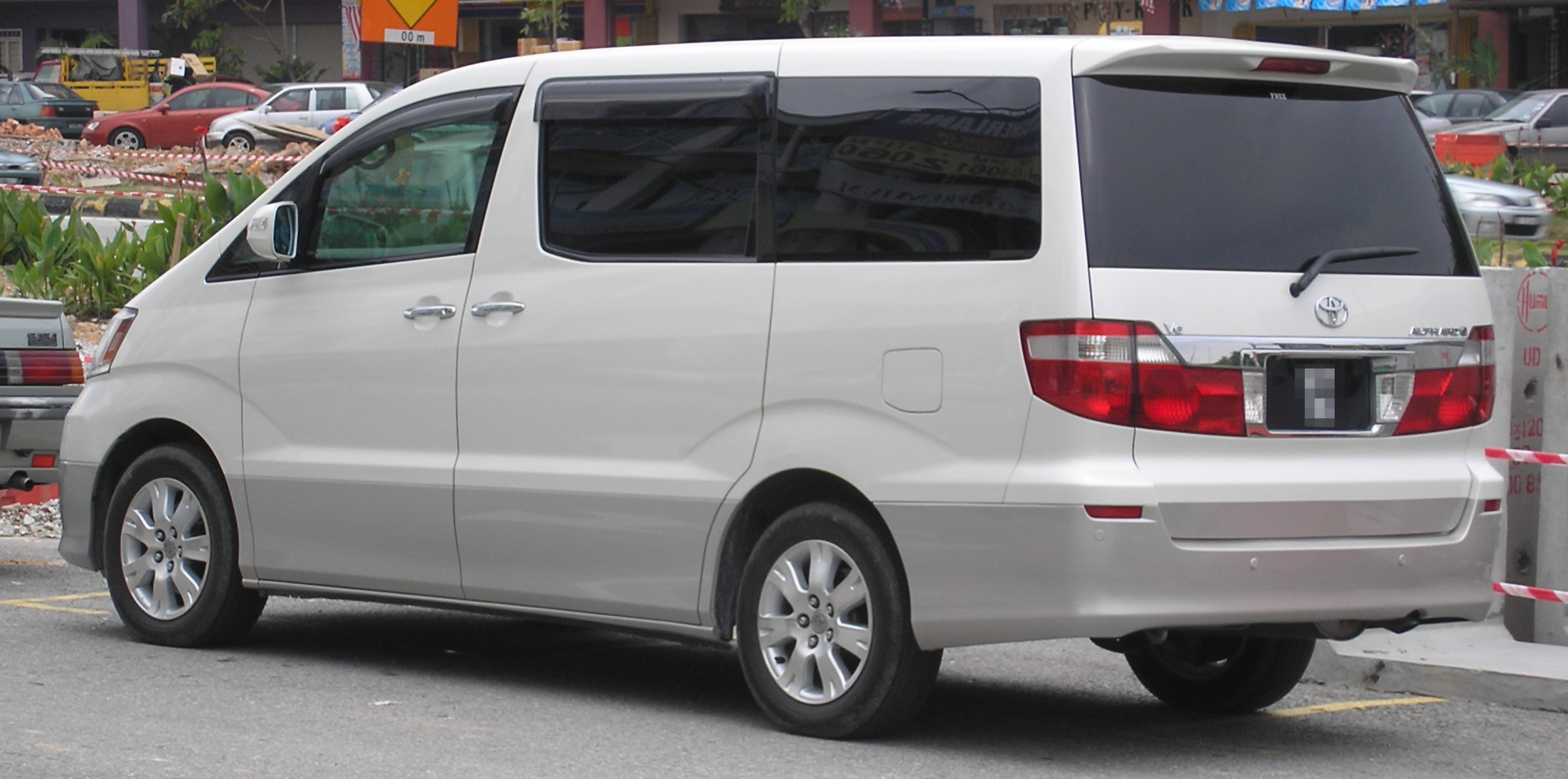
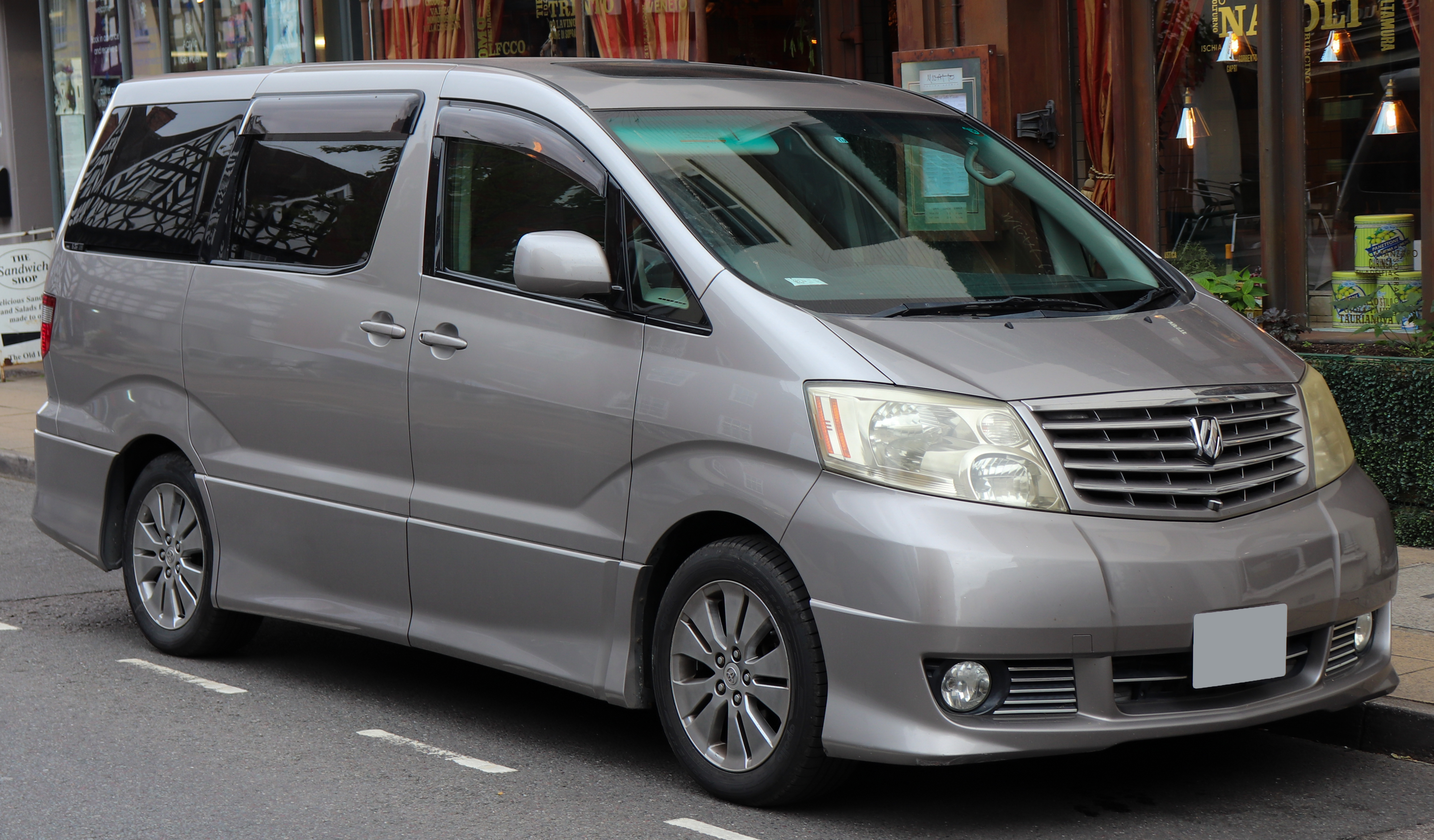
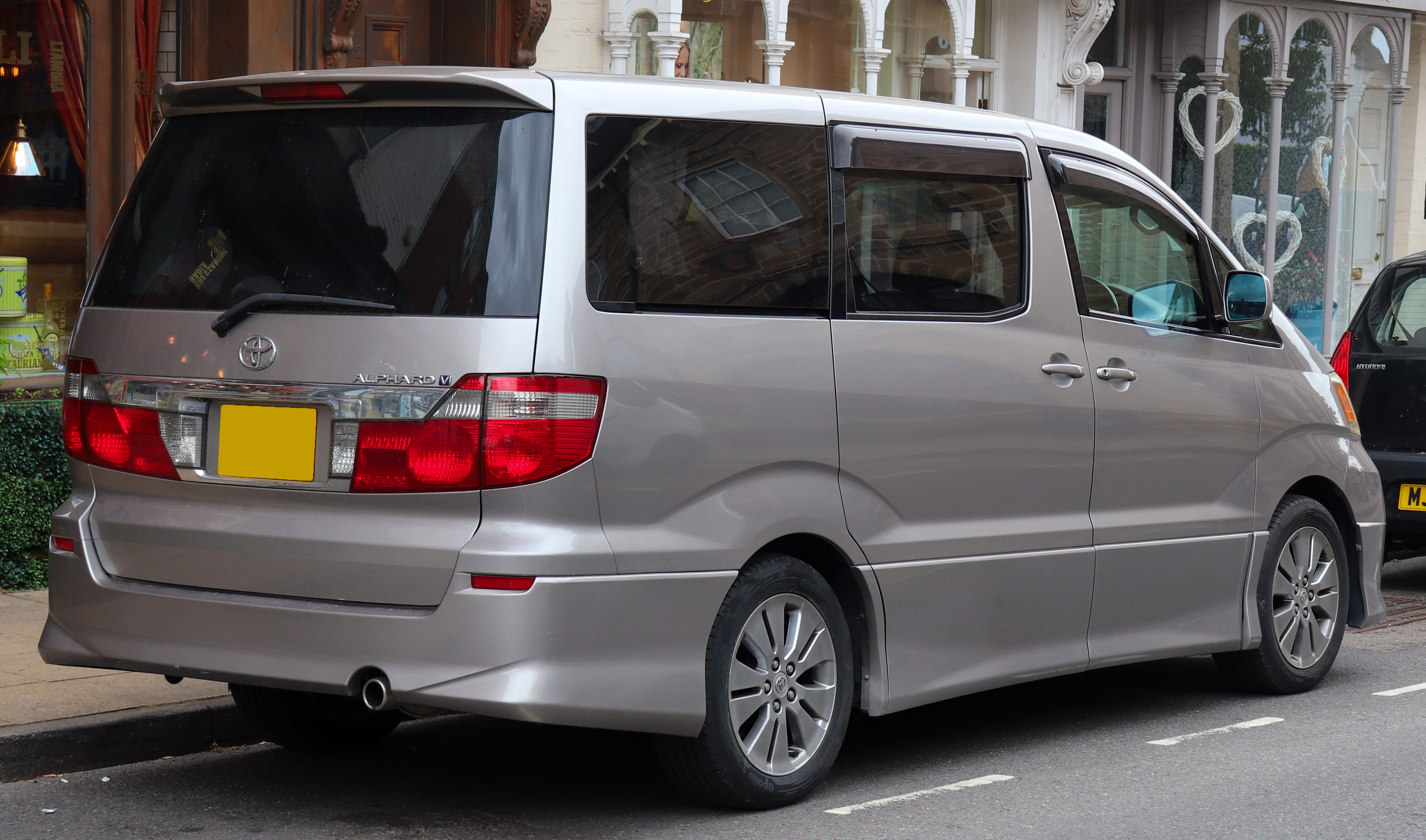
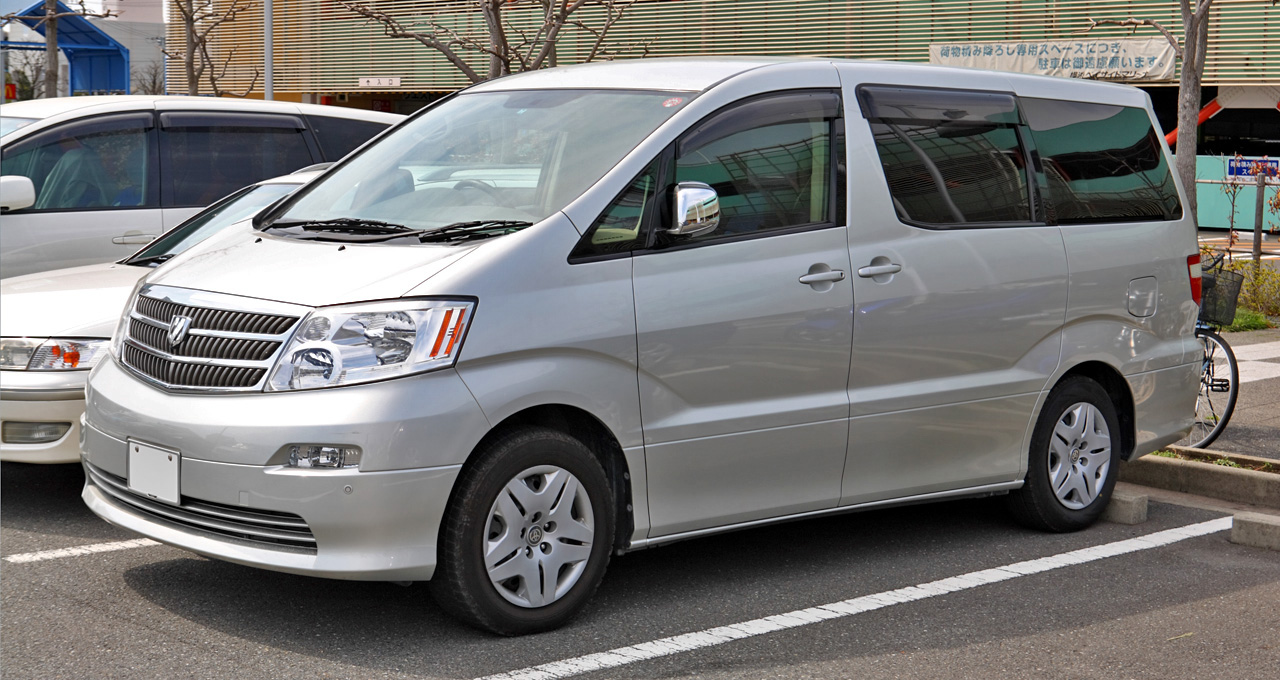
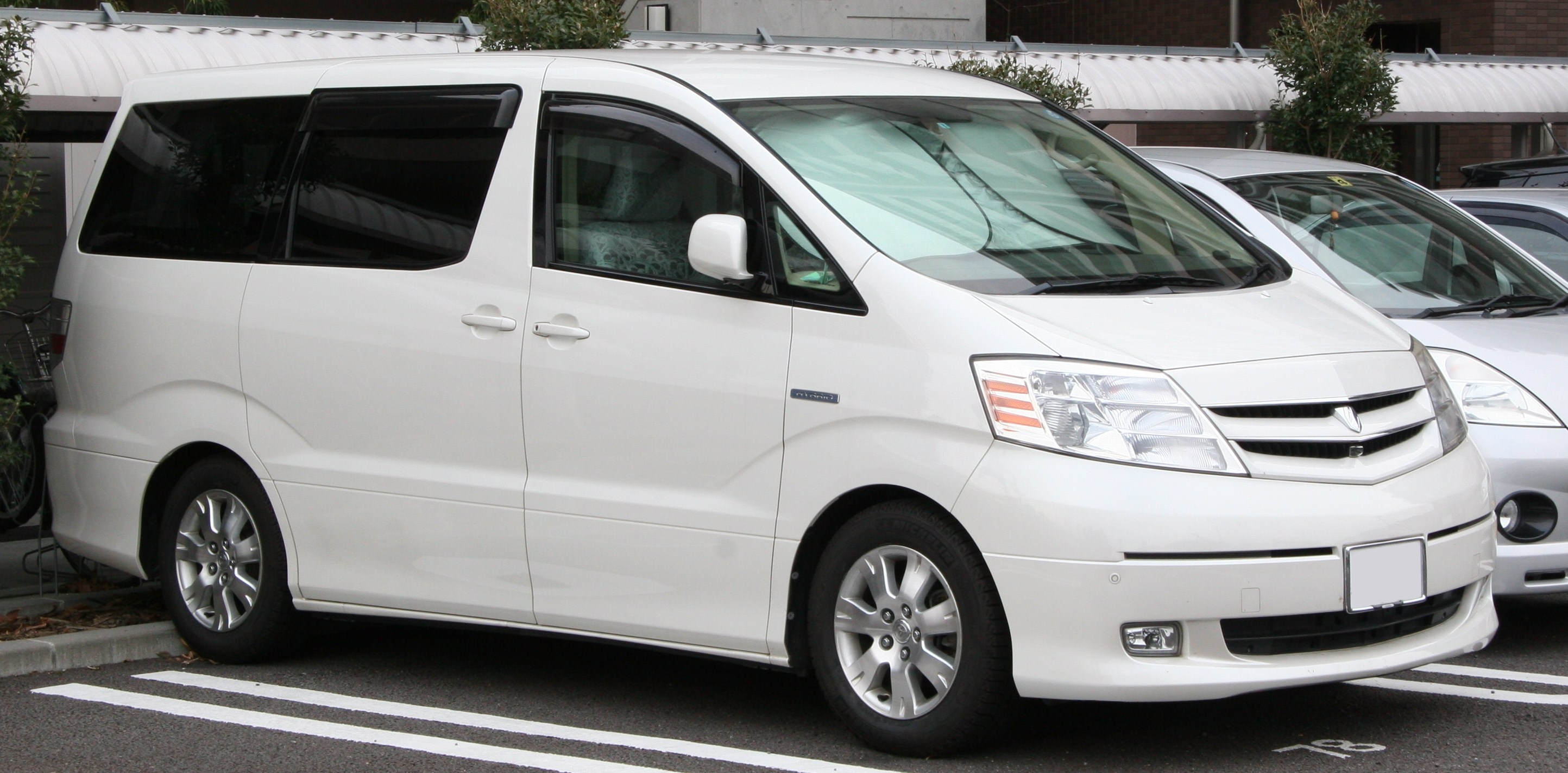
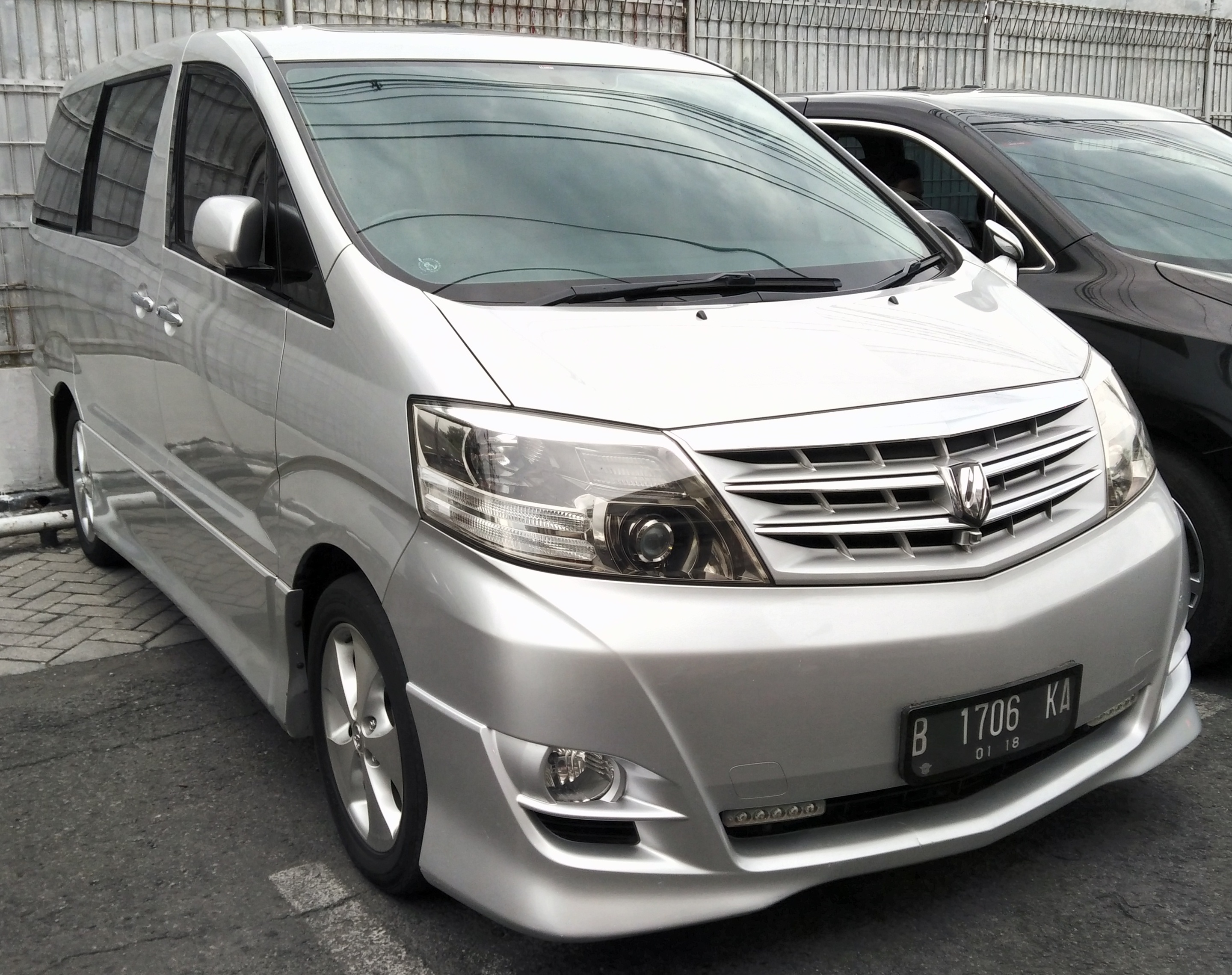
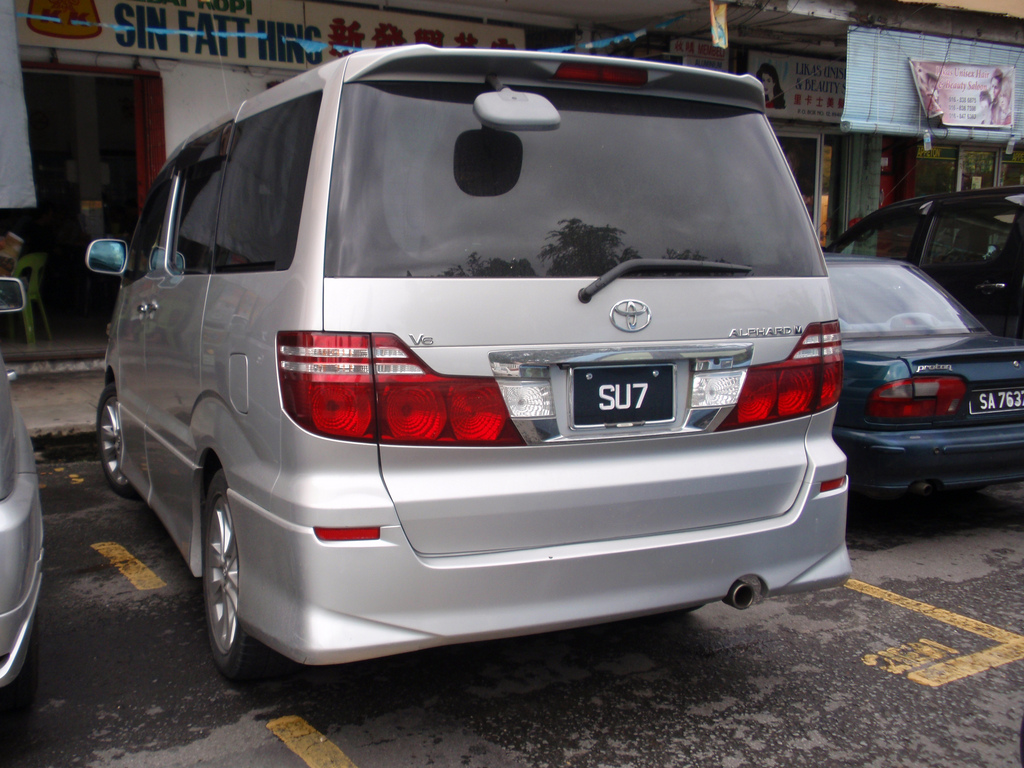
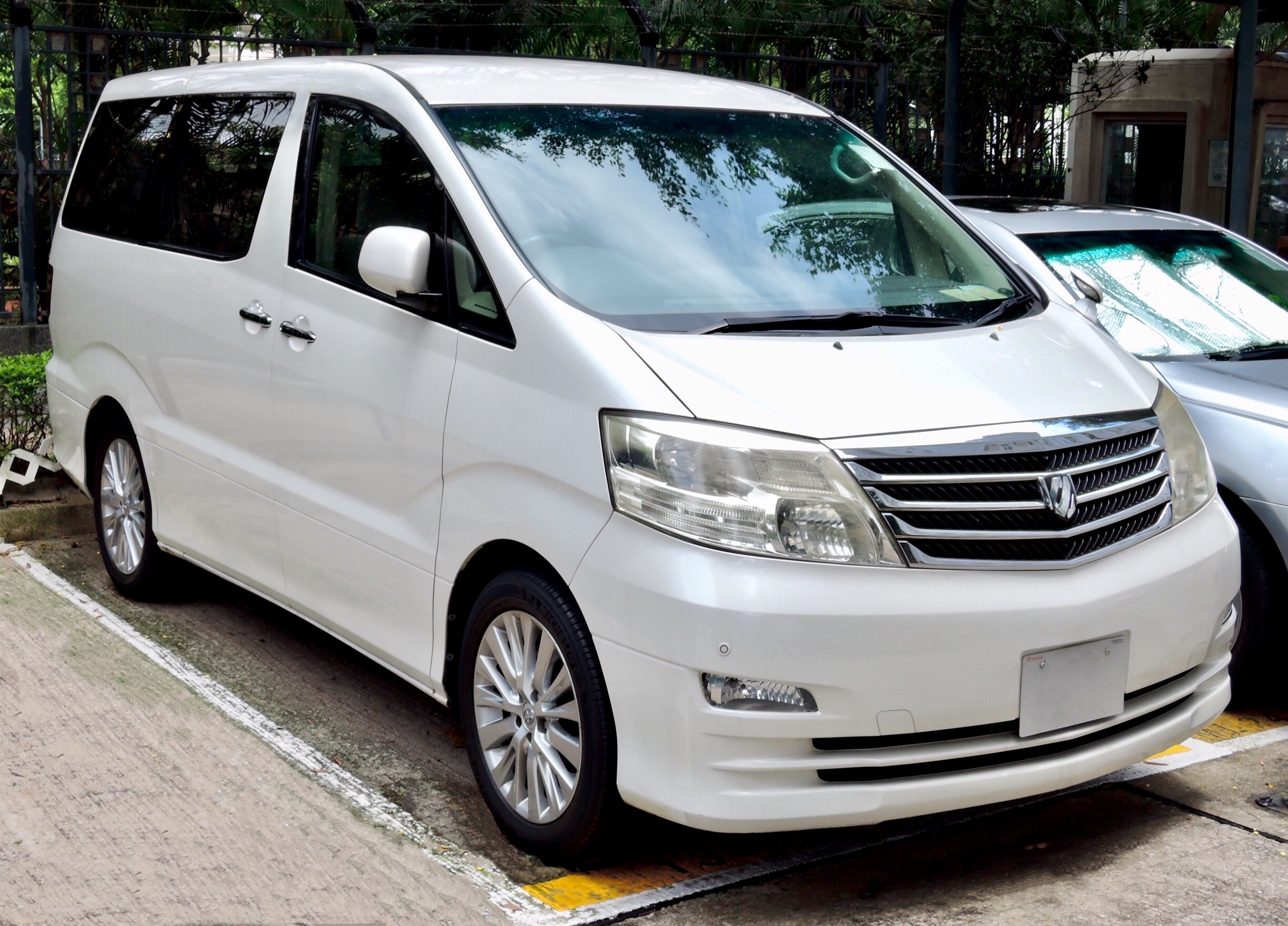
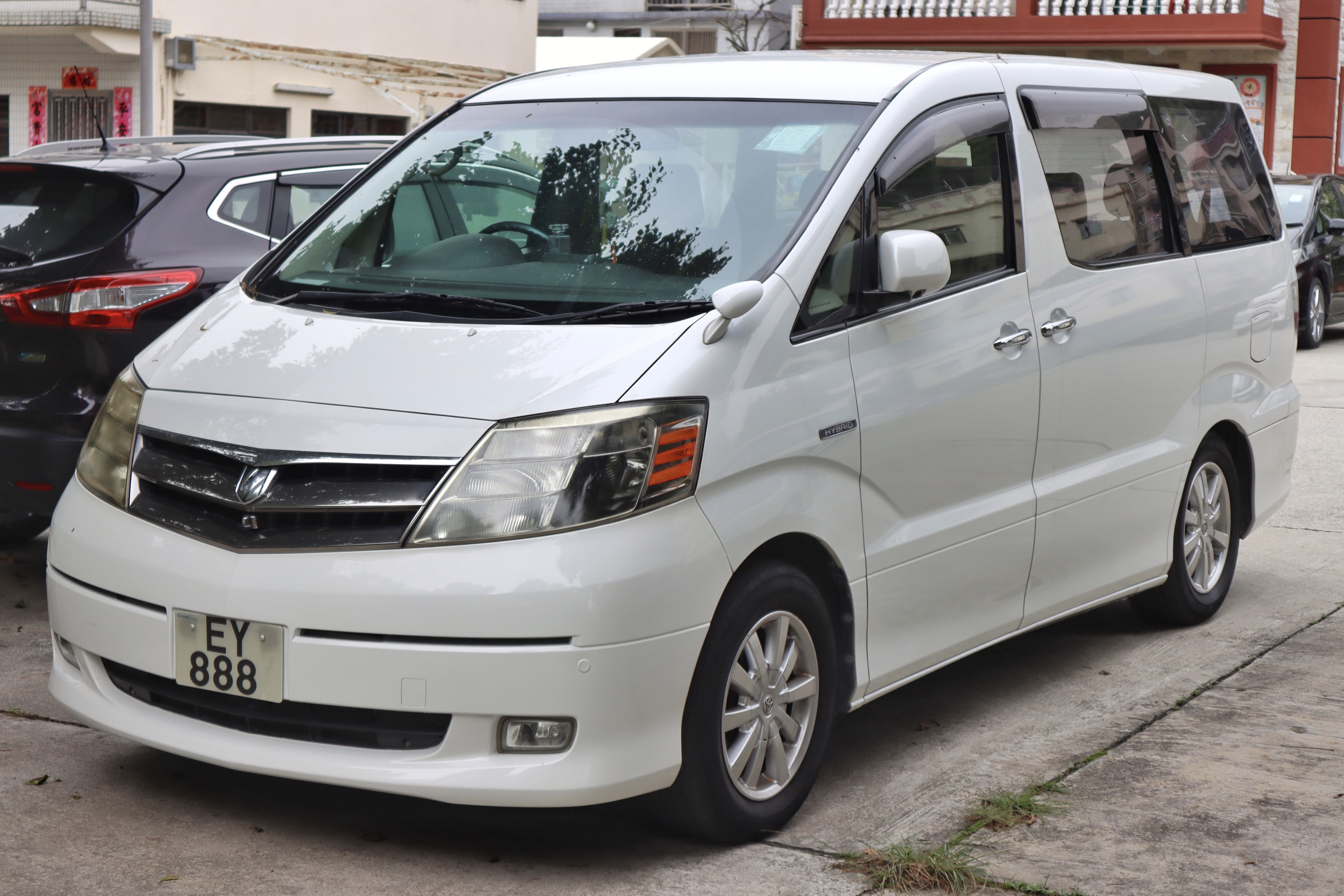
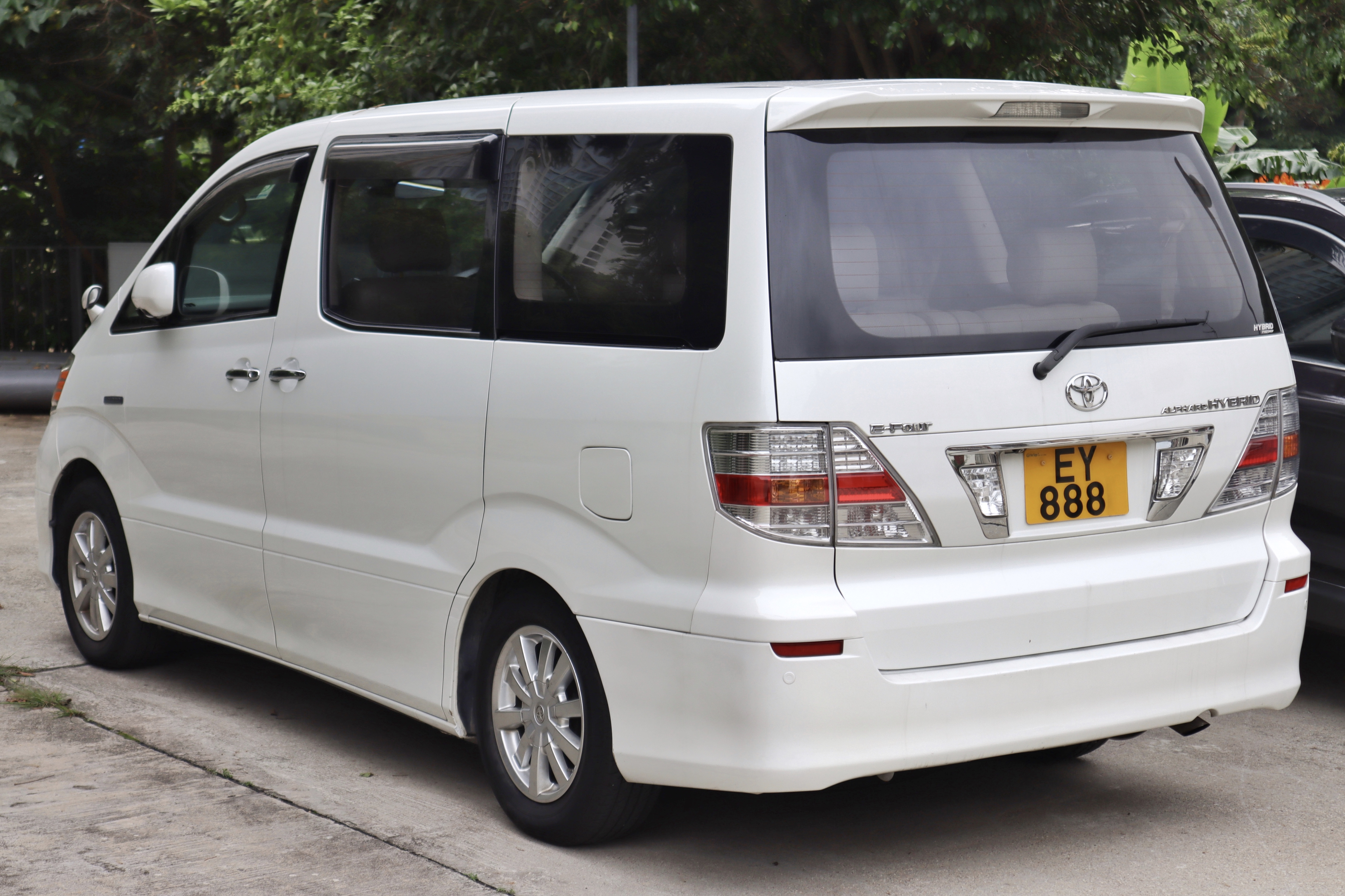